# 襄阳 (古代)
襄阳，是中国从汉朝开始使用的一个地名，既作郡名又作县名，县址在今天湖北省襄阳市襄城区内，辖区大概为今天的襄城区、樊城区和襄州区等地。

## 概述
襄阳县建于西汉初年，属于南郡，因处襄水之北而得名，而城北则是汉水（沔水）。汉朝期间，襄阳逐渐发展壮大。到东汉末年刘表出任荆州刺史时，由于荆州原治所武陵郡汉寿（今湖南省常德市汉寿县）附近有贼寇叛乱未定，于是将荆州州治迁移到了襄阳。
曹操占领荆州后，从南郡中分出襄阳郡，治襄阳城，是襄阳设郡之始。襄阳成为三国时期之前荆州争夺中曹魏势力的重要据点，蜀汉方面由大将关羽指挥的樊城之战就是以对襄阳城的围困为主。割据江南的孫吳军阀孙权及其部下大将吕蒙也有意进取襄阳。为了拉拢孙权一起消灭关羽，曹操答应将被围的襄阳割让给孙权，关羽于是败亡。但襄樊二城在关羽水淹之下城墙已坏也没有粮食，孙权军路过襄樊，曹操的继承人曹丕误以为孙权要占领襄樊。长史司马懿认为襄阳是水陆要冲，不可放弃，孙权急于与曹氏交好不会夺取襄樊，但曹丕没听，命守将曹仁烧毁襄樊二城。孙权果然没有立即占领襄阳，后来才占领，很快就被心生后悔的曹丕以其“擅取襄阳”为由派曹仁夺回。
东晋和南北朝时期，襄阳因为聚集了大量从北方流亡来的士民，被多次侨置为雍州，期间则称襄州或襄阳郡。隋朝统一后，先称襄州，后又改为襄阳郡，唐朝称襄州，还是山南东道治所。
北宋后，襄州升为襄阳府，元朝称襄阳路，明清皆为襄阳府。中华民国和中华人民共和国期间名称、归属变化繁多，直到1983年与汉水以北的原樊城合并为襄樊市。2001年，撤襄阳县设襄阳区，襄阳区治所迁至樊城东张湾镇。2010年，襄樊市更名為襄陽市，襄阳区更名為襄州区。